# Vid Vrhovnik
Vid Vrhovnik, né le 12 juillet 1999 à Velenje, est un coureur slovène du combiné nordique. 

## Biographie
Il est débutant dans des compétitions officielles junior en 2012 et aux Championnats du monde junior en 2015.
Vrhovnik a remporté la médaille d'or à la compétition par équipe de saut à ski aux Jeux olympiques de la jeunesse d'hiver 2016, aux côtés d'Ema Klinec et de Bor Pavlovčič. Il y est aussi cinquième en combiné nordique.
En 2017, il fait ses débuts dans la Coupe du monde à Chaux-Neuve. Au mois de décembre, il marque ses premiers points à Ruka (26e).
En 2018, Vrhovnik est devenu le champion du monde junior en combiné nordique. Il a représenté la Slovénie aux Jeux olympiques d'hiver 2018 à Pyeongchang, en Corée du Sud, où il est 28e et 42e. 
Dans le Grand Prix d'été, il obtient son premier top dix en août 2019 à Oberwiesenthal (8e).

## Palmarès

### Jeux olympiques d'hiver
| Épreuve / Édition   | Individuel     | Individuel     | Par équipes Grand tremplin |
| Épreuve / Édition   | Petit tremplin | Grand tremplin | Par équipes Grand tremplin |
| JO 2018 Pyeongchang | 28e            | 42e            | -                          |
| JO 2022 Pékin       | 37e            | 36e            | -                          |

### Championnats du monde
| Épreuve / Édition             | Épreuve / Édition             | Lahti 2017 | Seefeld 2019 | Oberstdorf 2021 |
| ----------------------------- | ----------------------------- | ---------- | ------------ | --------------- |
| Gundersen                     | Petit tremplin                | 49e        | 32e          | 35e             |
| Gundersen                     | Grand tremplin                | 47e        | 29e          | 33e             |
| Par équipes en petit tremplin | Par équipes en petit tremplin | -          | -            | -               |
| Sprint par équipes            | Sprint par équipes            | 11e        | 11e          | 10e             |

### Coupe du monde
- Meilleur classement général : 55e en 2019.
- Meilleur résultat individuel : 22e.

#### Différents classements en Coupe du monde
| Année     | Classement général final |
| 2017-2018 | 61e                      |
| 2018-2019 | 55e                      |
| 2019-2020 | -                        |
| 2020-2021 | 55e                      |
| 2021-2022 | 50e                      |

### Championnats du monde junior
- Médaille d'or en individuel (HS106 + 5 km) à Kandersteg en 2018.